# Constance Marie Charpentier

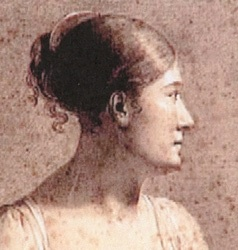
Selbstporträt von Constance Marie Charpentier, um 1800

Constance Marie Charpentier (* 4. April 1767 in Paris; † 3. August 1849 ebenda) war eine französische Malerin des Klassizismus.

## Leben
Constance Marie Charpentier wurde als Tochter des Pariser Händlers Pierre-Alexandre Hyacinthe Blondelu geboren. 1793 heiratete sie den sechs Jahre älteren François Victor Charpentier und bekam mit ihm eine Tochter (Julie Constance).
Constance Marie Charpentier war Schülerin der Maler Jacques-Louis David, Francois Gerard, Pierre Bouillon sowie Louis Lafitte, der für seine dekorativen Arbeiten bekannt war. Zwischen 1795 und 1819 stellte Constance Marie Charpentier mindestens 30 Werke an den Pariser Salon-Ausstellungen aus, wo sie Frauenbildnisse und Genreszenen zeigte und 1814 eine Goldmedaille gewann.
1798 erhielt sie für ihre Werke Widow of a Day und Widow of a Year den prix d’encouragement und 1821 eine Silbermedaille in Douai. Nach 1821 nahm sie an keinen Ausstellungen mehr teil, aber unterrichtete bis mindestens 1831 junge Frauen im Zeichnen und Malen in ihrer Wohnung im 6. Arrondissement. Bekannt wurde Constance Marie Charpentier fast ausschließlich als Malerin des Bildes Melancholie, das eine Frau in hellem Gewand darstellt, die am Grabe ihres Vaters trauert.

## Werk

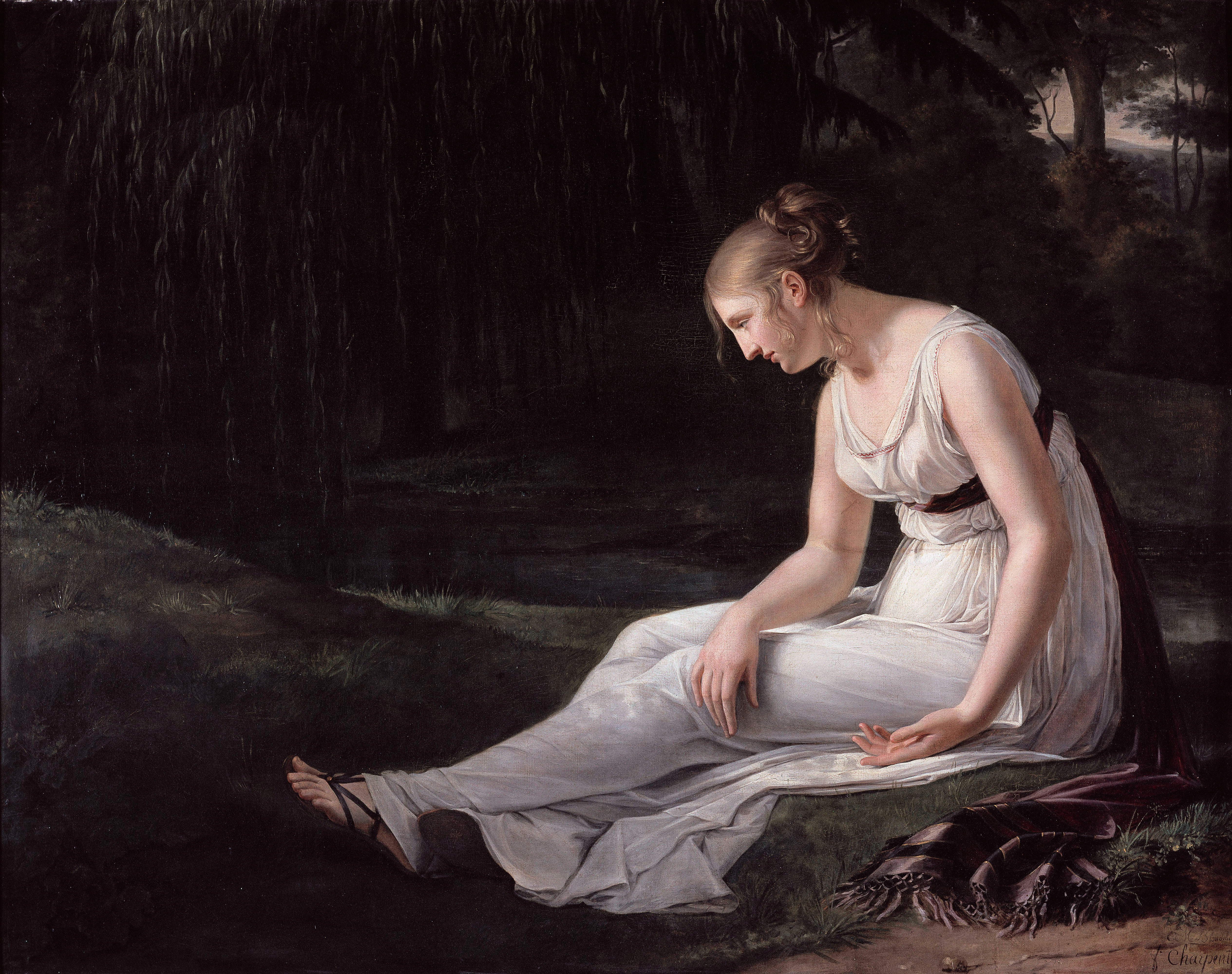
Charpentier, Constance Marie – Melancholy – 1801

- 1794:  L’atelier du peintre
- 1789  Portrait d’Angélique Bondelu (Mutter der Künstlerin)
- Späte 1780er:  Etude de nu masculin
- 1792: , Portrait de Georges Danton, Paris[4][A 1]
- 1795 oder später:  Portrait d’Emilie Brongniart
- Ende 18./Anfang 19. Jh.:  Académie d’homme assis
- Ca. 1800:  Autoportrait
- Ca. 1800:  Dessin
- 1800:  Baron Dubois
- 1800:  Portrait de baronesse Dubois[4]
- Ab 1800:  Portrait d’homme au gilet blanc brodé de fleurettes
- Ab 1800: Portrait d’homme en buste
- Ab 1800:  Portrait de jeune femme au col troubadour
- 1801:  La Mélancolie, 30 × 165 cm. Öl auf Leinwand. Musée de Picardie, Amiens[3]
- Ca. 1804:  Une mère qui se rétablit avec l’aide de ses enfants
- 1806:  Les cinq sens, Öl auf Leinwand, 89 × 115 cm, Privatbesitz[6][A 2]
- 1807:  Jeune fille à la perle
- 1807:  Portrait d’un jeune officier de Marine
- 1812:  Une mère recevant la confidence de sa fille
- 1812:  Portrait de jeune femme à la robe bleue
- Ca. 1812:  La servante paresseuse
- 1829:  Portrait de jeune femme à la coiffure brune et bouclée, dans une robe noire à collerette blanche

## Gruppenausstellungen
- 1806: 1. Pariser Gemälde-Ausstellung[7]
- 2012: Royalists to Romantics: Women Artists from the Louvre, Versailles, and Other French National Collections, National Museum of Women in the Arts, Washington[3]